# Otto Curland
Otto Curland (* 27. Juli 1886 in Warle, Kreis Wolfenbüttel; † 10. November 1973 ebenda) war ein deutscher Landwirt und deutscher Politiker (CDU).
Curland war zwischen dem 21. Februar 1946 und dem 21. November 1946 Mitglied des Ernannten Braunschweigischen Landtages.

## Quelle
- Barbara Simon: Abgeordnete in Niedersachsen 1946–1994. Biographisches Handbuch. Hrsg. vom Präsidenten des Niedersächsischen Landtages. Niedersächsischer Landtag, Hannover 1996, S. 68.

| Personendaten    | Personendaten                  |
| ---------------- | ------------------------------ |
| NAME             | Curland, Otto                  |
| KURZBESCHREIBUNG | deutscher Politiker (CDU), MdL |
| GEBURTSDATUM     | 27. Juli 1886                  |
| GEBURTSORT       | Warle                          |
| STERBEDATUM      | 10. November 1973              |
| STERBEORT        | Warle                          |